# Мандана
Мандана је била међанска принцеза, а потом краљица и жена персијског владараКамбиза I коме је родила Кира Великог, оснивача Ахеменидског царства.

## Историјски извори

### Херодот
Према Херодоту, Мандана је била ћерка Астијага, међанског владара и Кијаксаровог сина, и Аријене од Лидије, ћерке Алијата II односно Крезове сестре. Ипак, неки извори тврде како је Мандана заправо била ћерка неке раније Астијагове жене.
Недуго након рођења Мандане, Херодот пише како је Астијаг имао чудан сан да његова новорођена ћарка толико уринирала да је поплавила целу Азију. Астијаг се потом обратио штеницима који су протумачили сан као упозорење да ће Мандана родити сина који ће га свргнути са власти.
Како би спречио такав развој догађаја, Астијаг је Мандану удао за вазалног персијског принца Камбиза I, кога Херодот описује као „човека из добре породице и мирне нарави“ pa који због тога не би требало да представља претњу по престо међански престо.
Након што се Мандана удала за Камбиза I, Астијаг је поново сањао сличан сан: овај пут како ће из Манданине матернице израсти винова лоза која ће се проширити целим светом. Након што су га свештеници поново упозорили да је то лош знак и да то преставља претњу његовом престолу, Астијаг је одлучио да пошаље свог поданика Харпага да погуби новорођенче.Ипак, Харпагу морал није допустио да убије новорођенче плаве крви, па је позвао краљевског пастира Митрадата из планинске области поред границе с Саспиром, и наредио му да остави дете да умре у планинама. Срећом, пастир и његова жена Кина су се сажалили над дететом па су га присвојили и одгајали као своје дете, док су своје мртворођенче показали Харпагу као Кира.
Када је Кир Велики одрастао, наводно су га због елегантног понашања препознали као дечака краљевске крви па му је деда Астијаг допустио да се врати родитељима. Недуго затим Астијагови снови и њихово тумачење постали су стварност; Кир је подигао персијски устанак који ће се завршити свргавањем Астијага са престола; падом Међанског царства, односно стварањем Ахеменидског Персијског царства.

### Ксенофонт
Ксенофонт такође спомиње Мандану у свом делу „Киропедија“. Према његовој причи, Мандана и њен син су путовали на Астијагов двор, где је тинејџер Кир задивио свог деду који је одлучио да га остави на двору. Мандана се међутим вратила мужу Камбизу I у персијски град Аншан. После неколико година 24-годишњи Кир Велики затражио је од Астијага да му допусти посету болесном оцу, а непосредно након његовог одласка из међанске престољнице Екбатане започео је персијски устанак.

## Историјска анализа
Неки модерни историчари сматрају како су Херодотове приче у којима се спомињу родбинске везе између Кира Великог и међанског племства пропаганда којом је извршен покушај да се оправда легитимност Кирове борбе за трон односно војних похода. Хронолошку проблематику представља и битка помрчине која је прецизно одређена 28. маја 585. п. н. е., након које су Међанско царство и Лидија склопили мировни споразум оснажен дипломатским браком између Манданиног оца Астијага од Медије и мајке Аријене од Лидије. Будући да је Кир Велики рођен 576. п. н. е., претпоставља се да је Мандана била ћерка неке друге (раније) Астијагове жене, јер би у противном требало да је имала свега десетак година када је Кир рођен, што се сматра немогућим. Међутим, не постоји довољно историјских доказа за објашњење било које од наведених теорија.

## Смрт
Према неким изворима Мандана је умрла 559. п. н. е., али будући да се ради о датуму смрти њеног супруга Камбиза I претпоставља се да је умрла неке друге године или да се ради о датуму када је променила статус из краљице у краљицу мајку.